# W-League 2016/17
Die W-League 2016/17 war die neunte Spielzeit der australischen Fußballliga der Frauen.  Titelverteidiger war Melbourne City FC.

## Teilnehmer und ihre Spielorte
| Team                     | Stadt     | Trainer           | Heimstadion                   | Kapazität |
| ------------------------ | --------- | ----------------- | ----------------------------- | --------- |
| Adelaide United          | Adelaide  | Huss Skenderovic  | Hindmarsh Stadium             | 17.000    |
| Brisbane Roar            | Brisbane  | Melissa Andreatta | Suncorp Stadium               | 52.500    |
| Canberra United FC       | Canberra  | Rae Dower         | McKellar Park                 | 3.500     |
| Melbourne City FC        | Melbourne | Jessica Fishlock  | Melbourne Rectangular Stadium | 30.050    |
| Melbourne Victory        | Melbourne | Jeff Hopkins      | Melbourne Rectangular Stadium | 30.050    |
| Newcastle United Jets    | Newcastle | Craig Deans       | McDonald Jones Stadium        | 33.000    |
| Perth Glory              | Perth     | Bobby Despotovski | Dorrien Gardens               | 4.000     |
| Sydney FC                | Sydney    | Daniel Barrett    | Lambert Park                  | 7.000     |
| Western Sydney Wanderers | Sydney    | Richard Byrne     | Marconi Stadium               | 9.000     |

## Reguläre Saison
| Pl. | Verein                   | Sp. | S | U | N | Tore    | Diff. | Punkte |
| --- | ------------------------ | --- | - | - | - | ------- | ----- | ------ |
| 1.  | Canberra United FC       | 12  | 7 | 2 | 3 | 033:210 | +12   | 23     |
| 2.  | Perth Glory              | 12  | 7 | 2 | 3 | 022:180 | +4    | 23     |
| 3.  | Sydney FC                | 12  | 7 | 1 | 4 | 022:160 | +6    | 22     |
| 4.  | Melbourne City FC (M)    | 12  | 6 | 2 | 4 | 019:140 | +5    | 20     |
| 5.  | Newcastle United Jets    | 12  | 4 | 3 | 5 | 018:180 | ±0    | 15     |
| 6.  | Adelaide United          | 12  | 3 | 5 | 4 | 031:260 | +5    | 14     |
| 7.  | Brisbane Roar            | 12  | 4 | 1 | 7 | 015:210 | −6    | 13     |
| 8.  | Western Sydney Wanderers | 12  | 4 | 1 | 7 | 014:290 | −15   | 13     |
| 9.  | Melbourne Victory        | 12  | 2 | 3 | 7 | 017:280 | −11   | 09     |

| Qualifikation für das Meisterschaftsturnier |                                        |
| (M)                                         | Amtierender Meister: Melbourne City FC |

## Meisterschaftsturnier
Im Meisterschaftsturnier spielen die besten Vier Teams gegeneinander. Die Gewinner des Halbfinales qualifizieren sich für das Finale.

### Halbfinale
| Paarung        | Canberra United – Melbourne City FC |
| Ergebnis       | 0:1 n. V.                           |
| Datum          | 5. Februar 2017                     |
| Stadion        | Canberra Stadium, Canberra          |
| Zuschauer      | 5.072                               |
| Schiedsrichter | Rebecca Durcau                      |
| Tore           | 0:1 Jessica Fishlock (107.)         |

| Paarung        | Perth Glory – Sydney FC |
| Ergebnis       | 5:1 (1:1) |
| Datum          | 4. Februar 2017 |
| Stadion        | Perth Oval, Perth |
| Zuschauer      | 1.592 |
| Schiedsrichter | Casey Reibelt |
| Tore           | 0:1 Kyah Simon (23.); 1:1 Vanessa DiBernardo (29.); 2:1 Alanna Kennedy (58.) Eigentor; 3:1 Vanessa DiBernardo (77.); 4:1 Rosie Sutton (79.); 5:1 Shawn Billam (90+3.) |

### Finale
| Paarung        | Perth Glory – Melbourne City                           |
| Ergebnis       | 0:2 (0:1)                                              |
| Datum          | 12. Februar 2017                                       |
| Stadion        | Perth Oval, Perth                                      |
| Zuschauer      | 4.591                                                  |
| Schiedsrichter | Kate Jacewicz                                          |
| Tore           | 0:1 Jessica Fishlock (45.+1'); 0:2 Beverly Yanez (72.) |

## Torschützenliste
Bei gleicher Anzahl von Treffern sind die Spieler alphabetisch geordnet.
| Platz | Spieler          | Mannschaft               | Tore |
| ----- | ---------------- | ------------------------ | ---- |
| 01.   | Ashleigh Sykes   | Canberra United          | 12   |
| 02.   | Sam Kerr         | Perth Glory              | 10   |
| 03.   | Natasha Dowie    | Melbourne Victory        | 9    |
| 0     | Adriana Jones    | Adelaide United          | 9    |
| 05.   | Sofia Huerta     | Adelaide United          | 8    |
| 06.   | Jessica Fishlock | Melbourne City FC        | 6    |
| 0     | Remy Siemsen     | Sydney FC                | 6    |
| 0     | Katie Stengel    | Western Sydney Wanderers | 6    |
| 0     | Rosie Sutton     | Perth Glory              | 6    |
| 010.  | Tameka Butt      | Brisbane Roar            | 5    |
| 0     | Jen Hoy          | Newcastle United Jets    | 5    |
| 0     | Jenna Kingsley   | Newcastle United Jets    | 5    |

## Belege
- Offizielle Website (englisch)